# Виллальверния
Виллальверния (итал. Villalvernia) — коммуна в Италии, располагается в регионе Пьемонт, в провинции Алессандрия.
Население составляет 941 человек (2008 г.), плотность населения составляет 203 чел./км². Занимает площадь 5 км². Почтовый индекс — 15050. Телефонный код — 0131.
Покровительницей коммуны почитается Пресвятая Богородица, празднование 7 октября.

## Демография
Динамика населения:

## Администрация коммуны
- Официальный сайт: http://www.comune.villalvernia.al.it/